# زیبیله ووآری
زیبیله ووآری (آلمانی: Sybille Waury؛ زادهٔ ۹ مهٔ ۱۹۷۰) بازیگر اهل کشور آلمان است.
از فیلم‌ها یا برنامه‌های تلویزیونی که وی در آن نقش داشته‌است می‌توان به خیابان لیندن اشاره کرد.